# Michael York
Michael York (n. 27 martie 1942, Fulmer⁠(d), Buckinghamshire⁠(d), Anglia, Regatul Unit) este un actor englez de teatru și film.

## Filmografie selectivă
- 1971 Fuga e sănătoasă (La poudre d'escampette), regia Philippe de Broca
- 1974 Cei patru mușchetari (The Four Musketeers), regia Richard Lester
- 1974 Marile speranțe (Great Expectations), regia Joseph Hardy
- 1978 Mitul Fedorei (Fedora), regia Billy Wilder
- 1979 Secretul nisipurilor (The Riddle of the Sands), regia Tony Maylam
- 1979 Un comando pentru apa grea ( A Man Called Intrepid), regia Peter Carter
- 1988 Piatra filozofală (L'Œuvre au noir), regia André Delvaux

## Legături externe
- Michael York la Internet Movie Database